# Смердел, Тон
Тон (Антун) Смердел (хорв. Ton (Antun) Smerdel; 21 апреля 1904, Силба, Задарская жупания — 20 августа 1970, Загреб) — хорватский и югославский писатель

, переводчик и преподаватель. Ведущий переводчик латинских текстов на хорватский язык во второй половине XX века.

## Биография
Антун Смердел родился в 1904 году на острове Силба. В возрасте 24 лет он окончил обучение в университете в Скопье по специальности «Классическая филология». По окончании обучения он присоединился к преподавательскому составу одной из гимназий в Сине, а затем перевёлся на работу в гимназию города Биелина. В 1934 году он в качестве доцента, стал преподавать на своём родном факультете в Скопье. В 1937 году на философском факультете Белградского университета Смердел защитил докторскую диссертацию по теме понятия катарсиса в трудах Аристотеля. В 1941 году, из-за вторжения в Югославию войск «оси» и провозглашения Независимого государства Хорватия, Смердел был вынужден покинуть свой пост в университете и вернуться к преподаванию в гимназиях. Во время диктатуры усташей Тон Смердел был одним из авторов статей в еженедельнике «Spremnost», которые благодаря либеральной политике главного редактора Тиаса Мортигьи, могли публиковать в журнале тексты, критикующие усташей и их режим. Помимо статей в еженедельнике, Смердел критиковал коллаборационистский режим и его политику в своих книгах и эссе.
Первые десять лет после окончания Второй мировой войны, Смердел работал преподавателем в религиозных учебных заведениях в Загребе, после чего в 1955 году был принят в штат Югославского лексикографического института (JLZ). За более чем 11 лет пребывания в стенах JLZ Смердел стал автором нескольких десятков переводов песен на латинском языке, как довольно старых, вроде текстов Василие Бубановича, так и новых, написанных во второй половине XX века. Помимо песен, Смердел переводил также и тексты античных авторов, за что заслужил титул ведущего переводчика подобных текстов с латыни на хорватский язык.